# 沖芳夫
沖 芳夫（おき よしお、1949年2月28日 - ）は日本中央競馬会 (JRA) 栗東トレーニングセンターに所属していた元調教師。東京農業大学農学部畜産学科卒業。

## 来歴
1977年に大久保石松厩舎の調教助手となる。1986年に調教師免許を取得し、翌1987年に厩舎を開業。初出走は同年10月10日京都競馬第8競走のダイオーハードで15着、初勝利は同年10月25日福島競馬第12競走のダイオーハードでのべ3頭目であった。
1989年の函館3歳ステークスをダイイチオイシで制して重賞初勝利を挙げた。1997年にはエリザベス女王杯で的場均騎乗のエリモシックが優勝し、GI競走初勝利を果たした。
渡辺薫彦は1994年のデビュー以来、一貫して所属しており、渡辺を主戦騎手として多くの管理馬に騎乗させていた。ナリタトップロードで1999年の菊花賞を含む重賞6勝を挙げている。2012年12月20日に騎手を引退したあとも調教助手として2015年2月まで所属していた。渡辺以外の騎手では幸英明や小牧太などの起用が多い。
2019年2月28日付けで定年の為、調教師を引退した。

## 調教師成績
|            | 日付           | 競馬場・開催  | 競走名           | 馬名           | 頭数 | 人気 | 着順 |
| ---------- | -------------- | ------------- | ---------------- | -------------- | ---- | ---- | ---- |
| 初出走     | 1987年10月10日 | 4回京都1日8R  | 4歳上400万下     | ダイオーハード | 15頭 | 11   | 15着 |
| 初勝利     | 1987年10月25日 | 2回福島8日12R | 4歳上400万下     | ダイオーハード | 14頭 | 12   | 1着  |
| 重賞初出走 | 1987年12月27日 | 5回阪神8日11R | 阪神牝馬特別     | ダイオーハード | 16頭 | 16   | 11着 |
| 重賞初勝利 | 1989年9月24日  | 3回函館8日9R  | 函館3歳S         | ダイイチオイシ | 12頭 | 9    | 1着  |
| GI初出走   | 1989年12月7日  | 5回阪神6日11R | 阪神3歳S         | ダイイチオイシ | 12頭 | 5    | 8着  |
| GI初勝利   | 1997年11月9日  | 5回京都4日11R | エリザベス女王杯 | エリモシック   | 15頭 | 3    | 1着  |

## おもな管理馬
太字はGI級競走
- エリモシック（1997年エリザベス女王杯）
- ナリタトップロード（1999年菊花賞、弥生賞、きさらぎ賞、2001年阪神大賞典、2002年阪神大賞典、京都記念、京都大賞典）
- シェイクハンド（1995年ニュージーランドトロフィー4歳ステークス）
- エーシンモアオバー（2012年・2014年名古屋グランプリ[1][2]、2013年・2014年白山大賞典）
- メイショウマシュウ（2013年根岸ステークス）
- ウィッシュハピネス（2014年エーデルワイス賞）
- ラインシュナイダー（2017年サマーチャンピオン）

## 所属騎手
- 渡辺薫彦 (1994年3月1日 - 2012年12月20日。引退後は調教助手として2015年2月まで所属。現・調教師)
- 高野容輔（2008年4月1日 - 6月30日。現在は角田晃一厩舎調教助手）